# New World Pictures
New World Pictures — американська кінокомпанія, заснована у 1970 році і закрита у 1997 році. New World Pictures створила багато фільмів, серед них такі як «Діти кукурудзи», «Пекло у Фрогтауні», «Чорнокнижник».
| Кінематограф | Це незавершена стаття про кінематограф. Ви можете допомогти проєкту, виправивши або дописавши її. |